# Siły niemieckie w I wojnie światowej

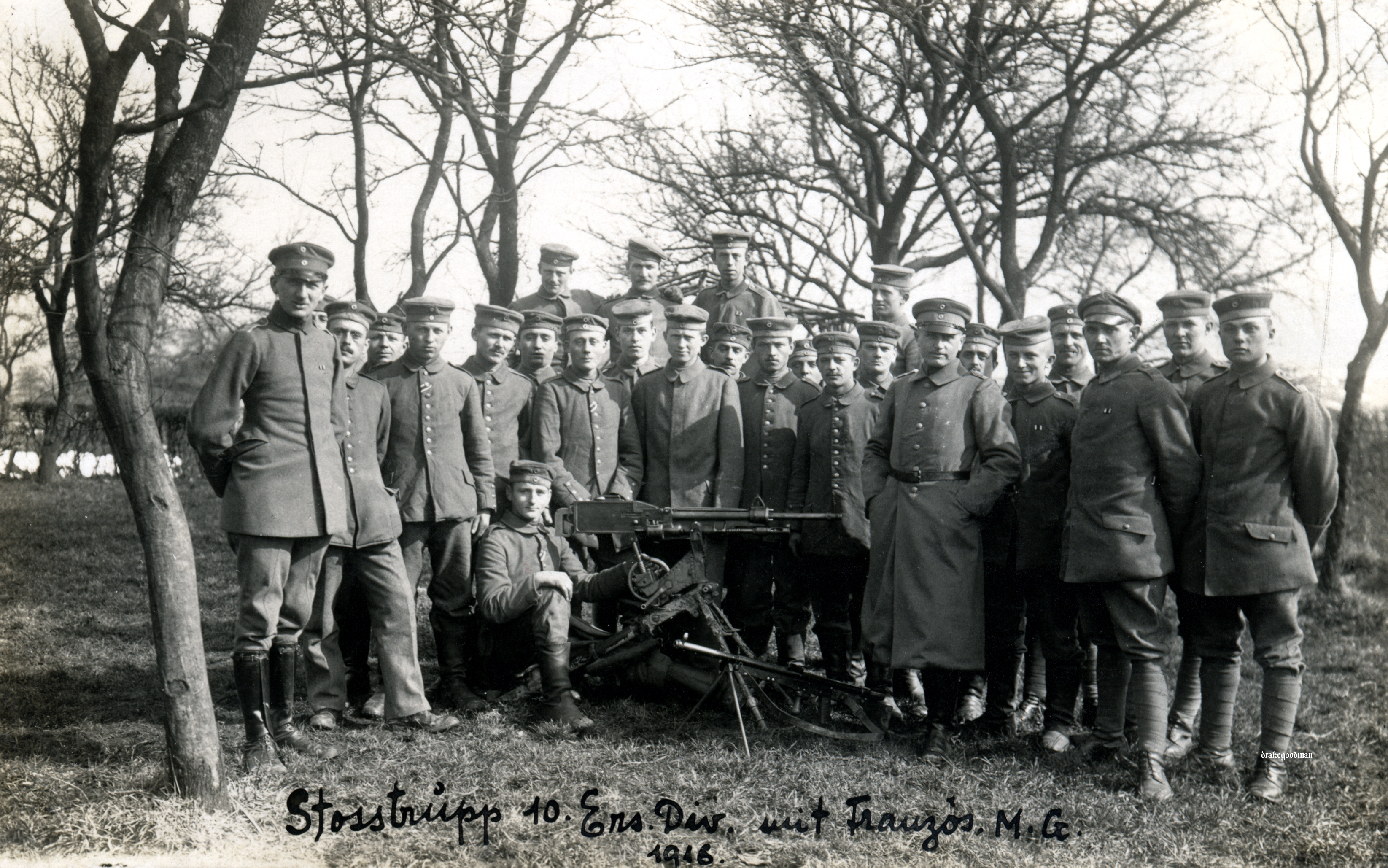
Żołnierze niemieccy w czasie I wojny światowej

Siły niemieckie w I wojnie światowej – armia Cesarstwa Niemieckiego po sukcesach wojen z 1866 roku (wojna prusko-austriacka) i 1870–1871 (wojna francusko-pruska) miała przed rozpoczęciem I wojny światowej miano najlepszej armii w Europie. Była ona wzorem dla szeregu innych armii, większość których znajdowała się pod jej wpływem, a nawet kopiowało jej organizację, regulaminy i naśladowało niemiecką doktrynę wojenną. Niemiecka doktryna wojenna przewidywała uderzenia w skrzydła przeciwnika, co było absolutnym novum w sztuce operacyjnej, maksymalne wykorzystanie w walce wszystkich rodzajów broni i wojsk. Armia była dobrze zabezpieczona technicznie, jak na owe czasy. Cesarstwo Niemieckie okazało się najbardziej przygotowane do wojny ze wszystkich państw biorących w niej udział.
Przy 64,9 mln ludności oraz 12,3 mln w koloniach, w okresie pokoju Cesarstwo Niemieckie utrzymywało siły zbrojne w sile 768 tys. żołnierzy (bez kolonii), zorganizowanych w 92 dywizje piechoty i 10 dywizji kawalerii, posiadały 7312 dział średnich kalibrów i 2076 dział dużych kalibrów, 232 samoloty, 26 okrętów liniowych, 36 krążowników różnych typów, 97 niszczycieli, 20 okrętów podwodnych. Ogólne możliwości mobilizacyjne wynosiły ok. 13,5 mln żołnierzy, w tym było przeszkolonych wojskowo rezerw ok. 4,3 mln ludzi. Plany zakładały liczebność sił zbrojnych po mobilizacji – 3 822 tys. żołnierzy.
Po mobilizacji pod bronią znalazło się 3 822 tys. żołnierzy, zorganizowanych w 96 dywizji piechoty i 11 dywizji kawalerii. Armia miała 232 samoloty, 9388 dział różnych kalibrów, 37 okrętów liniowych, 4 krążowniki liniowe, 44 krążowniki, 144 niszczyciele, 28 okrętów podwodnych.
W czasie działań wojennych w Cesarstwie Niemieckim było zmobilizowanych łącznie ok. 13,2 mln żołnierzy (inne źródła 11 mln). W końcu wojny armia niemiecka liczyła ok. 7,6 mln żołnierzy.
W czasie trwania wojny przemysł niemiecki wyprodukował i przekazał armii: 8,5 mln karabinów, 280 tys. karabinów maszynowych, 64 tys. dział, 12 tys. moździerzy, ok. 100 czołgów, 306 mln szt. pocisków artyleryjskich, 8,2 mld szt. amunicji strzeleckiej, 65 tys. samochodów, 8 okrętów liniowych. Wydatki na wojnę wyniosły 37,8 mld ówczesnych dolarów USA.
Straty armii niemieckiej: ok. 2,037 mln poległych i zmarłych (inne źródła 1,774 mln zabitych) co stanowi 30,8 żołnierza na 1000 mieszkańców, 4,216 mln rannych, 1,153 mln jeńcy i zaginieni. Łączne straty 7,143 mln żołnierzy, co stanowiło ok. 64,9% stanu zmobilizowanych.